# ناحية بيرم
ناحية بيرم (بالفارسية: بخش بیرم)، هي إحدى نواحي مقاطعة گراش التابعة لمحافظة فارس في جنوب إيران، وتعد مدينة بيرم مركز هذه الناحية، ويتبع هذه الناحية عدد من القرى. وقد بلغ عدد سكان بلدة بيرم حسب تعداد سنة 2006 حوالي 12,389 نسمة في 2,671 عائلة.